# Llave bumping

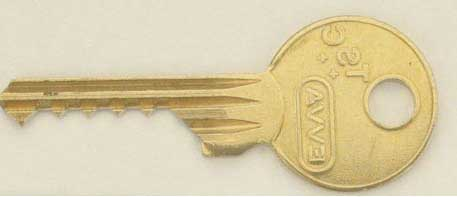
Llave usada en la técnica Bumping.

El método Bumping es una técnica para abrir cerraduras sin forzarlas.

## Historia

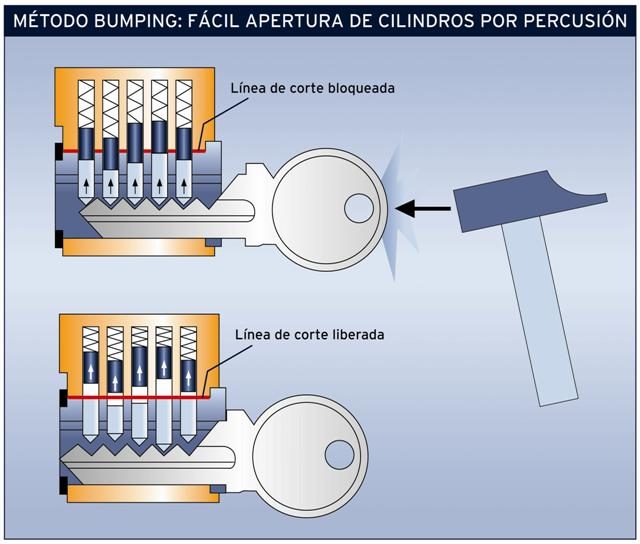
Técnica del Bumping.

En la década de 1970, los cerrajeros en Dinamarca compartían una técnica para desbloquear los cilindros de una cerradura. La técnica consistía en presionar ligeramente la llave con un objeto, haciendo saltar los cilindros, provocando que la cerradura pueda deslizarse libremente, permitiendo así abrir la cerradura.
El uso de esta técnica para un uso ilícito (como robo) no se presentó hasta algún tiempo después, y se reconoció por primera vez como un problema de seguridad en torno a 2002-2003, lo llevó a llamar la atención de los medios de comunicación alemanes.
La técnica atrajo más la atención en el 2005 cuando un show holandés, Nova, publicó la historia acerca de este método.
Al mismo tiempo, Marc Tobias, un norteamericano experto en seguridad, comenzó a hablar públicamente en los Estados Unidos acerca de la técnica y sus posibles amenazas a la seguridad. En el 2006, dio a conocer dos libros en relación con la técnica y sus posibles consecuencias jurídicas.
En la actualidad (y al margen del uso profesional cerrajero) se viene detectando que esta técnica, que permite el acceso de forma silenciosa sin dejar rastro de fuerza en los cilindros, está siendo utilizada para fines delictivos por bandas organizadas con preparación militar en objetivos especialmente seleccionados (viviendas unifamiliares de personas que entendían eran objetivo para sus intereses). Pero además, con la difusión de vídeos explicativos de esta técnica por Internet, el peligro ha aumentado ante la posibilidad de que casi cualquier delincuente pueda acceder con enorme facilidad a casi cualquier cerradura mecánica (incluyendo las de puertas de seguridad y acorazadas) sin la necesidad de conocer técnicas de ganzuado. Se estima que aproximadamente el 80% de las cerraduras mecánicas están en este momento sufriendo peligro de acceso indeseado.
Ante esta peligrosa situación, las opciones de seguridad más indicadas pasan por la sustitución del sistema tradicional de cilindros mecánicos convencionales por cilindros y cerraduras antibumping o por cilindros electrónicos.

## Técnica del "bumping"
La técnica consiste en insertar una llave realizada con la posición más baja a la que llegan los pistones en ese tipo de cerradura y golpearla con un objeto, separando así los pitones de los contrapitones, liberando así el giro de la llave.